# علی‌مراد فدایی‌نیا
علی‌مراد فدایی‌نیا (زادهٔ ۱۳۲۵ در مسجد سلیمان) از مهم‌ترین داستان‌نویسان فرم‌گرا در دههٔ ۱۳۵۰ ایران پس از ابراهیم گلستان و جزء امضاکنندگان «مانیفست شعر حجم» است. وی که برآمده از جریان ادبیات جنوب ایران در دههٔ پنجاه است، چند کتاب در ایران و یکی-دو کتاب در خارج از این کشور منتشر کرده است.

## زندگی
علی‌مراد فدایی‌نیا سال ۱۳۲۵ در مسجد سلیمان به دنیا آمد، در اردیبهشت سال ۱۳۲۵، که نام اولین کتاب داستان وی نیز از همین روز تولد آمده‌است. پیش از این که داستان بنویسد، شعر می‌گفت و به همین خاطر نثرهای او به شکلی شاعرانه‌اند؛ یا شعرهایی‌اند که نثر شده‌اند. فدایی‌نیا داستان بلند «حکایت هیجدهم اردیبهشت بیست‌وپنج» را در سال ۱۳۴۹ چاپ کرد. سپس مجموعه داستان «برج‌های قدیمی» و «حکایت‌ها» را همان سال‌ها با نگاهی به مانیفست حجم‌گرایی چاپ کرد. فدایی‌نیا ایران را در اوایل دهه ۱۳۵۰ به مقصد نیویورک و برای همیشه ترک کرد و از آن زمان تاکنون در یک هتل‌آپارتمان دورافتاده در پانسیونس دانشجویی در آن شهر زندگی می‌کند؛ «با کبوترهاش و پارک کنار هتل».
فدایی‌نیا در سال ۱۳۸۲ با سرمایهٔ مهین خدیوی در نشر سالی کتاب «ضمایر» اش در ایران منتشر کرد. در آمریکا نیز در این مدت یکی-دو تا کتاب داستانی دیگر منتشر کرد.

## آثار

### رمان
- حکایت هیجدهم اردی‌بهشتِ بیست‌وپنج، تهران: انتشارات شب، زمستان ۱۳۴۹
- عابر علف، تهران: مجله تماشا، [بی‌تا]
- میم: خواب‌نامه مارهای ایرانی، سوئد/[بی‌جا]: انتشارات افسانه، ۱۳۷۶ (ناشر، یا: ثالث، ۱۳۸۵. جلد ۱ از کل کتاب پنج‌جلدی «میم» که در انتشارات نارنجستان، لوس‌آنجلس چاپ شد)
- طبل: یک حکایت، امریکا/نیوجرسی: انتشارات روزن، ۱۳۸۴

بر اساس رمان طبل فیلمی با همین نام طبل (فیلم) توسط کیوان کریمی در سال ۱۳۹۵ ساخته شد.

### داستان کوتاه
- برج‌های قدیمی: حکایت‌های/ف/ی/فدایی‌نیا (داستان کوتاه به‌هم‌پیوسته)، تهران: انتشارات شب، تابستان ۱۳۵۰
- سوغات: پنج حکایت، تهران: مجله تماشا، ۱۳۵۰ [۴ حکایت] و ۱۳۵۳ [۱ حکایت]
- «نامهٔ شاهپور و آهوانش: یک حکایت» و «روایت بی‌نامان: چند حکایت»، امریکا/نیوجرسی: انتشارات روزن، ۱۳۸۱
- ضمایر، تهران: نشر سالی، ۱۳۸۳
- چهره‌ها: چند حکایت از دهه‌ی اخیر، تهران: نشر آوانوشت، [۲]۱۳۹۸

## ویژگی‌های آثار
منوچهر آتشی در مقاله‌ای که در شمارهٔ ۳۱ مجلهٔ «تماشا» (۲۹ مهرماه ۱۳۵۰) به چاپ رسید دربارهٔ «حکایت هیجدهم اردیبهشت بیست‌وپنج» می‌نویسد:
فدایی‌نیا، با آن‌که تصویرگر طنز مکرر، و تکرارکننده و دلقک‌مآبی آدم‌هاست اما زیر فشار غمی کلاسیک است که دست و پا می‌زند. زبان او - منسجم و زنده - از اعماق تاریخ ادبیات جان می‌گیرد. گو این‌که هنوز اول کار است، با تلخگویی و نیشدار زخم‌زبان‌زدن، روحی چنان پیر را به نمایش می‌گذارد که گویی از ظلمات هم برگشته - و طبعاً دست خالی. - پیری که ادای جوانی درمی‌آورد. «ما کودکان زود به پیری رسیده‌ایم» با وجود گریزها و فرارها و عبور سرشار استهزاء از لحظه‌های جدی زندگی، باز هم گیر واقعیت‌ها، یا لحظه‌های واقعی می‌افتد و بر چیزی درنگ می‌کند تا پوسته‌اش را بردارد و ذات مضحکش بنمایاند. داستان - همچنان که باید باشد - داستان نیست، ضدداستان است، تداوم ظاهری و پیوند ماجرایی ندارد، هر پاره‌اش خود قصه‌ای‌ست از درون، گاه هر چند خطش، و در مجموع تمام نوشته، در اتمسفر طنزگونه و شاعرانه و تا حدودی «ملانکولیک» وحدتی داستانی می‌یابد، منتها داستانی از درون، که تنها سایه‌هایی گذران از خارج، از زندگی واقعی بر آن می‌افتد. این شکل تازه‌ای از قصهٔ ایرانی است که اگر هم قبلاً شروع شده باشد، توسط دیگران مثلاً، باز فدایی‌نیاست که در آن به‌جد و به‌حوصله کار کرده و نمونه‌ای ارزنده پیش روی ما گشاده‌است. از لحظهٔ عنوان کتاب (که باید تاریخ تولد نویسنده باشد) به نظر می‌آید که سفری ذهنی را دنبال می‌کند، تا کجا؟ ما تنها شاهد سرگشتگی و گمشدگی او در قلب هیاهوی بیهوده زندگی هستیم… شاید آخرین پارهٔ نوشته تصویر گنگی از فرجام باشد. شاید هم خود نقطهٔ آغازی است.
حسن میرعابدینی در کتاب «صدسال داستان‌نویسی»، این گونهٔ داستان را - برخورد با شکل‌های زبانی و فرم که عطفش می‌دهد به سوررئالیسم و شاید به تعبیری برخورد ساختارگرایانه با ادبیات داستانی و شاید جاهایی کشیده شدن‌اش به پساساختارگرایی - برآمده از فضاهای داستانی مسعود زوارزاده و ابراهیم گلستان می‌داند.
او محصول ادبیات داستانی دههٔ چهل و پنجاه‌است که، به نظر می‌رسد، وضع نشر در این دوران، در داستان بهتر از شعر باشد؛ دوره‌ای که «سنگر و قمقمه‌های خالی» بهرام صادقی چاپ می‌شود، همین‌طور می‌شود خروس ابراهیم گلستان را پیدا کرد، از چوبک چیزهایی هست، از عدنان غریفی هم، و البته یوزپلنگانی که با من دویده‌اند بیژن نجدی را.
به گفتهٔ شمیم بهار: «چرا نباید هرکس حکایت خودش را بنویسد؟» وقتی هرکس حکایت خود را می‌نویسد، قواعد رنگشان می‌بازند و می‌شود از ادبیات مدرن حرف زد که صداهای متفاوتی در آن شنیده می‌شود، گاهی شنیده می‌شود، از آن هرکس که باشد، می‌تواند از آن کس دیگری هم بشود؛ اما یک ارگان نیست که اجزایش و چگونگی چیدمان ارکانش، از پیش آمده باشد، که شما بتوانید به اجرایی خاص نسبت بدهید، که تباری خاص را به یاد می‌آورد.
به باور حکیمی این‌جا می‌توان برخورد بورژوامنشانه‌ای را پیش کشید که هر طبقه نیازهای خودش را دارد. این جایی‌ست که روشن‌فکر هم در طبقهٔ خودش قرار می‌گیرد که نیازهای خودش را دارد. بنا به گفتهٔ گیورگ لوکاچ در مقدمهٔ «جامعه‌شناسی رمان»: «نمایش زندهٔ انسان جامع امکانپذیر نیست، مگر در صورتی که نویسنده آفرینش تیپ‌ها را هدف خود قرار دهد. این امر مستلزم پیوندی ناگسستنی میان انسان خصوصی و انسان زندگی عمومی جامعه‌است.»
با این وجود حکیمی معتقد است که این صورتی که «فدایی‌نیا» انتخاب کرده را، نمی‌توان صرفاً آن‌طور که «میرعابدینی» می‌گوید، هذیان‌گویی، و از جانب جناب راوی‌ای بدانیم مصروع یا اصم و به راحتی از کنار این شکل گذشت و آن فرم را سپرد به پریشان‌گویی‌ای منقطع که منطق زمان درونی ندارد. وی معتقد است که نمی‌توان هرچه را که دیریاب و سخت‌یاب است را به پریشانی و مغلق‌گویی و دشوارنویسی نسبت داد؛ از همان جنس تقسیم‌بندی‌ای که اسماعیل نوری‌علا هم می‌آورد، و شعر مشکل‌گو را می‌سازد.